# Bromelia chrysantha
Bromelia chrysantha là một loài thực vật có hoa trong họ Bromeliaceae. Loài này được Jacq. mô tả khoa học đầu tiên năm 1797.